# Primo dirigente
Il primo dirigente è una qualifica utilizzata nelle forze di polizia italiane.

## Primo dirigente

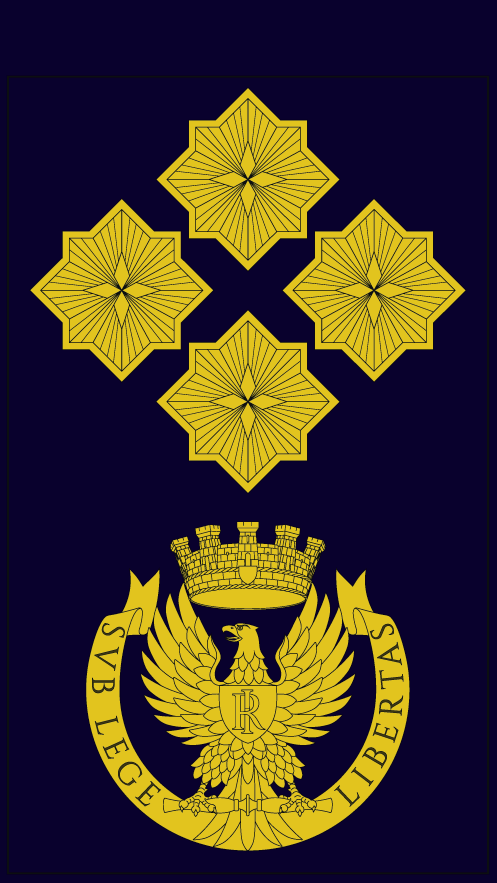
Distintivo di qualifica per controspallina di primo dirigente della Polizia di Stato.

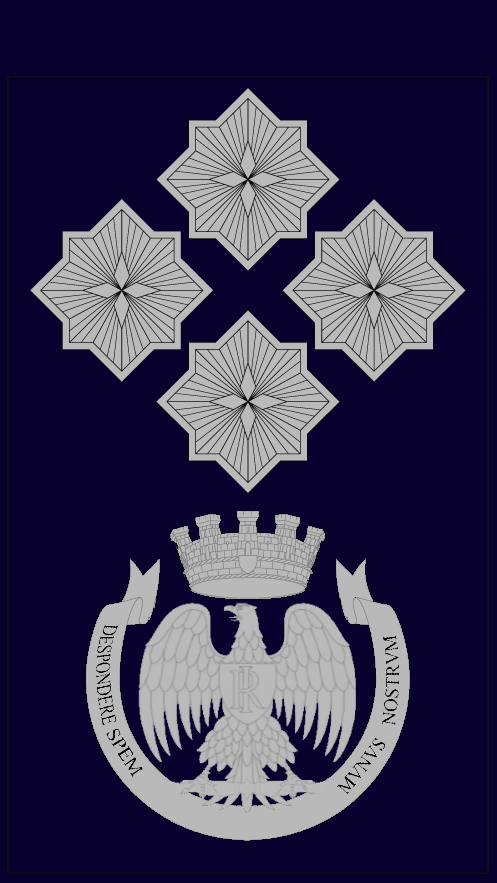
Distintivo di qualifica per controspallina di primo dirigente della Polizia penitenziaria

Detto anche primo dirigente tecnico per il ruolo dei dirigenti tecnici o primo dirigente medico per il ruolo  dei  dirigenti  medici, è la prima qualifica del ruolo dei funzionari dirigenti della Polizia di Stato e della Polizia Penitenziaria. Da tale qualifica si può accedere per scrutinio alla qualifica di dirigente superiore.

### Ruolo ordinario
La promozione a primo dirigente si consegue, nel limite dell'ottanta per cento dei posti disponibili al 31 dicembre  di ogni anno, mediante scrutinio per merito comparativo e superamento del corso di formazione per l'accesso alla qualifica di
primo dirigente della durata di tre mesi con esame finale. Allo scrutinio per merito comparativo è ammesso il personale del ruolo dei commissari in possesso della qualifica di vice questore aggiunto della Polizia di Stato e Dirigente di Polizia Penitenziaria, con almeno due anni di effettivo servizio nella qualifica. Si consegue invece nel limite del restante venti per cento dei posti disponibili al 31 dicembre di ogni anno, mediante concorso per titoli ed esami riservato al personale del ruolo dei commissari, in possesso di una delle lauree previste per l'accesso alla carriera dei funzionari di Polizia, che rivesta la qualifica di vice questore aggiunto ovvero abbia maturato almeno cinque anni di effettivo servizio nella qualifica di commissario capo.

### Ruolo dei dirigenti tecnici
La  promozione a primo dirigente tecnico  si consegue, nel limite del sessanta per cento dei posti disponibili al 31 dicembre di ogni anno, mediante scrutinio per merito comparativo e superamento di un successivo corso di formazione dirigenziale, della durata di tre mesi, con esame finale. Allo scrutinio per merito comparativo è ammesso il personale del ruolo dei direttori tecnici in possesso della qualifica di direttore tecnico capo, con almeno due anni di effettivo servizio nella qualifica. Si consegue invece nel limite del restante quaranta per cento dei posti disponibili al 31 dicembre di ogni anno, mediante concorso per titoli ed esami riservato al personale che riveste la qualifica di direttore tecnico capo ovvero abbia maturato almeno cinque anni di effettivo servizio nella qualifica di direttore tecnico principale. Se i posti complessivamente disponibili sono due, uno di questi è comunque riservato al concorso.

### Ruolo  dei  dirigenti  medici
La promozione a primo dirigente medico si consegue, nel limite del sessanta per cento dei posti disponibili al 31 dicembre di ogni anno, mediante scrutinio per merito comparativo e superamento di un successivo corso di formazione dirigenziale, della durata di tre mesi, con esame finale. Allo scrutinio per merito comparativo è ammesso il personale del ruolo dei direttivi medici in possesso della qualifica di medico capo, con almeno due anni di effettivo servizio nella qualifica. Si consegue invece nel limite del restante quaranta per cento dei posti disponibili al 31 dicembre di ogni anno, mediante concorso per titoli ed esami riservato al personale che riveste la qualifica di medico capo ovvero abbia maturato almeno cinque anni di effettivo servizio nella  qualifica di medico principale. Se i posti complessivamente disponibili sono due, uno di questi è riservato al concorso.

## Comparazione con i gradi delle Forze armate italiane

Distintivo per controspallina di colonnello dell'Esercito italiano
Distintivo per paramano di capitano di vascello della Marina Militare Italiana
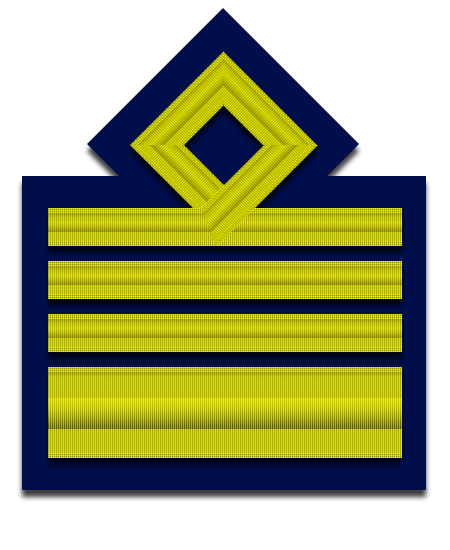
Distintivo per paramano di colonnello dell'Aeronautica Militare
Distintivo per controspallina di colonnello dell'Arma dei Carabinieri

## Comparazione con le qualifiche dei corpi ad ordinamento militare

Distintivo di grado per controspallina di colonnello della Guardia di Finanza
Distintivo di grado per controspallina di colonnello del Corpo militare volontario della Croce Rossa Italiana
Distintivo di grado per controspallina di colonnello del Corpo militare dell'ACISMOM
Distintivo di grado per controspallina di Vice Ispettrice Nazionale del Corpo delle Infermiere Volontarie della Croce Rossa Italiana